# Michael McKean
Michael John McKean (Nueva York, 17 de octubre de 1947) es un actor, comediante, escritor, compositor y músico estadounidense. Es más conocido por su papel como Leonard "Lenny" Kosnowski,  el amigo de Squiggy, en la comedia Laverne & Shirley, y por su actuación en películas de  Christopher Guest, particularmente como David St. Hubbins en Spinal Tap. Más recientemente ha actuado en la serie de la cadena AMC Better Call Saul, la precuela de Breaking Bad, en el papel del hermano de Jimmy McGill (Saul Goodman), Chuck.

## Primeros años y carrera
McKean nació en Nueva York, hijo de Ruth y McKean Gilbert. Durante su adolescencia, tocaba como músico en el sencillo de Michael Brown, "Ivy, Ivy" b / w " And Suddenly " los que dio a conocer bajo el nombre de su grupo, The Left Banke. Este hecho provocó una demanda que básicamente puso fin a The Left Banke. McKean inició su carrera (al igual que otros personajes de "Lenny and Squiggy") en Pittsburgh cuando era estudiante en la Universidad Carnegie Mellon, David Lander era su compañero de estudios en CMU. Su sociedad creció después de su graduación como parte del grupo de comedia The Credibility Gap con Harry Shearer, en Los Angeles, pero el surgimiento de McKean se produjo en 1976 cuando se unió al elenco de Laverne and Shirley. McKean dirigió un episodio, y los personajes se convirtieron en todo un fenómeno, incluso lanzaron un álbum como “Lenny and the Squigtones” en 1979, el cual contó con un joven Christopher Guest en la guitarra (acreditado como Nigel Tufnel, el nombre que usaría Guest años más tarde como parte de la banda de rock semificticia, Spinal Tap).
"Foreign Legion of Love" fue un gran éxito para The Squigtones, con actuaciones regulares en el Dr Demento Show. McKean también interpretó a su personaje en un episodio de Happy Days. Después de que Laverne y Shirley dejaran el grupo en 1982, McKean interpretó a David St. Hubbins en la película de culto y parodia documental This is Spinal Tap con Guest y Shearer, y apareció también en la telenovela Young Doctors in Love.

## Cine y televisión
McKean se convirtió rápidamente en un nombre reconocido en el cine y la televisión, con apariciones en películas como Used Cars (1980), Clue (1985), Planes, Trains and Automobiles (1987), Earth Girls Are Easy (1988), la adaptación cinematográfica de Memoirs of an Invisible Man (1992), Coneheads (1993), y Radioland Murders (1994). También tuvo papeles como invitado en series como Murder, She Wrote, Murphy Brown, Lois & Clark, y Caroline in the City. McKean fue parte del elenco en la efímera serie de televisión de la NBC Grand, la cual se transmitió en 1990.
Después aparecer como invitado musical y anfitrión en  Saturday Night Live, McKean se unió al elenco en 1994 y siguió siendo miembro del reparto hasta 1995. A los 46 años, era la persona más vieja que se haya unido al elenco de Saturday Night Live, y la única en ser invitado musical, anfitrión y miembro del reparto por ese orden. Durante ese período de tiempo también lanzó un vídeo de seguimiento para Spinal Tap, e interpretó al villano Sr. Dittmeyer  de La tribu de los Brady y al jefe Gibby en la serie de HBO Dream On.
Después de su salida de Saturday Night Live, McKean pasó mucho tiempo viajando con sus hijos y prestando su voz para varios shows de televisión y películas. En 1999, con dos hijos (Colin Russell, n. 1976 y Fletcher, n. 1985) de un matrimonio anterior (con Susan Russell, de 1970 a 1993), se casó con Annette O'Toole McKean.

## Trabajos posteriores

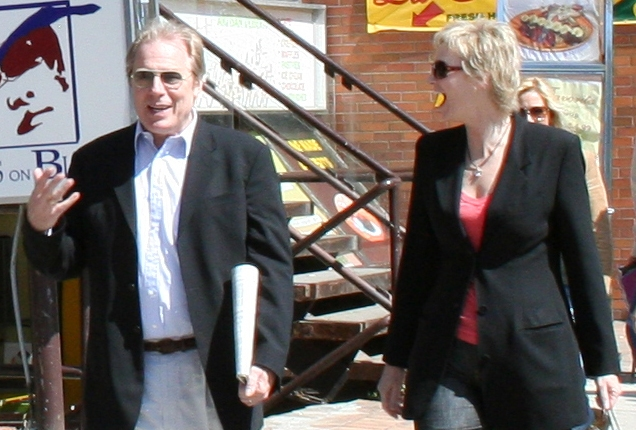
McKean y Jane Lynch en el Festival Internacional de Cine de Toronto de 2006.

En 1997, interpretó a Dalboz de Gurth, la voz principal en el videojuego Zork Grand Inquisitor. Sus películas más recientes incluyen Teaching Mrs. Tingle (1999), Mystery, Alaska (1999), Best in Show (2000) (en la que se reunió con Christopher Guest), Little Nicky (2000), El gurú del sexo (2002), y  protagonizando en Pancho Villa Starring as Himself (2003), y A Mighty Wind (2003) (donde los Folksmen son interpretados por los actores que interpretaron a Spinal Tap).
Entre las apariciones televisivas de McKean como invitado figuran: Los Simpson, Law & Order, Family Guy, Histeria!, Star Trek: Voyager, SpongeBob SquarePants, Boy Meets World y Harvey Birdman, Attorney at Law. También fue voz invitada en Oswald como el primo de Henry, “Louie”. Casualmente, Henry fue la voz de David Lander.
También prestó su voz para un episodio de Clerks: La serie animada de Kevin Smith que nunca llegó a ser emitida por la cadena ABC, pero que fue incluida en las versiones en VHS y DVD de la serie. En 1998, fue estrella invitada en un episodio de dos partes de The X-Files, "Dreamland", donde su personaje, Morris Fletcher, intercambia cuerpos con Fox Mulder. El personaje fue un éxito, y reapareció en 1999 en “Three of a Kind”, un episodio que se centró en los personajes recurrentes de Los pistoleros solitarios. El personaje apareció en la breve serie spin-off en 2001, y luego regresó a The X-Files en su última temporada en el episodio "Jump the Shark".
McKean tenía un papel regular como el latón, y muy maquillado líder de la banda “Adrian Van Horhees” en los cortos de Martin en Comedy Central, Primetime Glick; y en 2003, fue actor invitado en Smallville, la precuela de Superman en la que su esposa aparece como Martha Kent. McKean interpretó a Perry White, quien en el universo de Superman termina siendo el jefe de Clark Kent. Anteriormente ya había estado relacionado con el mito de Superman en Lois & Clark en 1994, en su primera temporada en el episodio "Vatman". Interpretaba al Dr. Fabian Leek, un experto en clonación que crea un clon de Superman para el magnate corporativo Lex Luthor (John Shea). Durante su corta estadía en Saturday Night Live también interpretó a Perry White en una parodia de Superman.
En 2003, apareció en la comedia de Christopher Guest A Mighty Wind. Coescribió varias canciones para la película, incluyendo "A Mighty Wind" (con Guest y Eugene Levy), que ganó el Grammy por "Mejor Canción Escrita para una Película, Televisión u otro medio visual" y "A Kiss at the End of the Rainbow" (con su esposa Annette O'Toole), que fue nominada para el Oscar a la Mejor Canción.

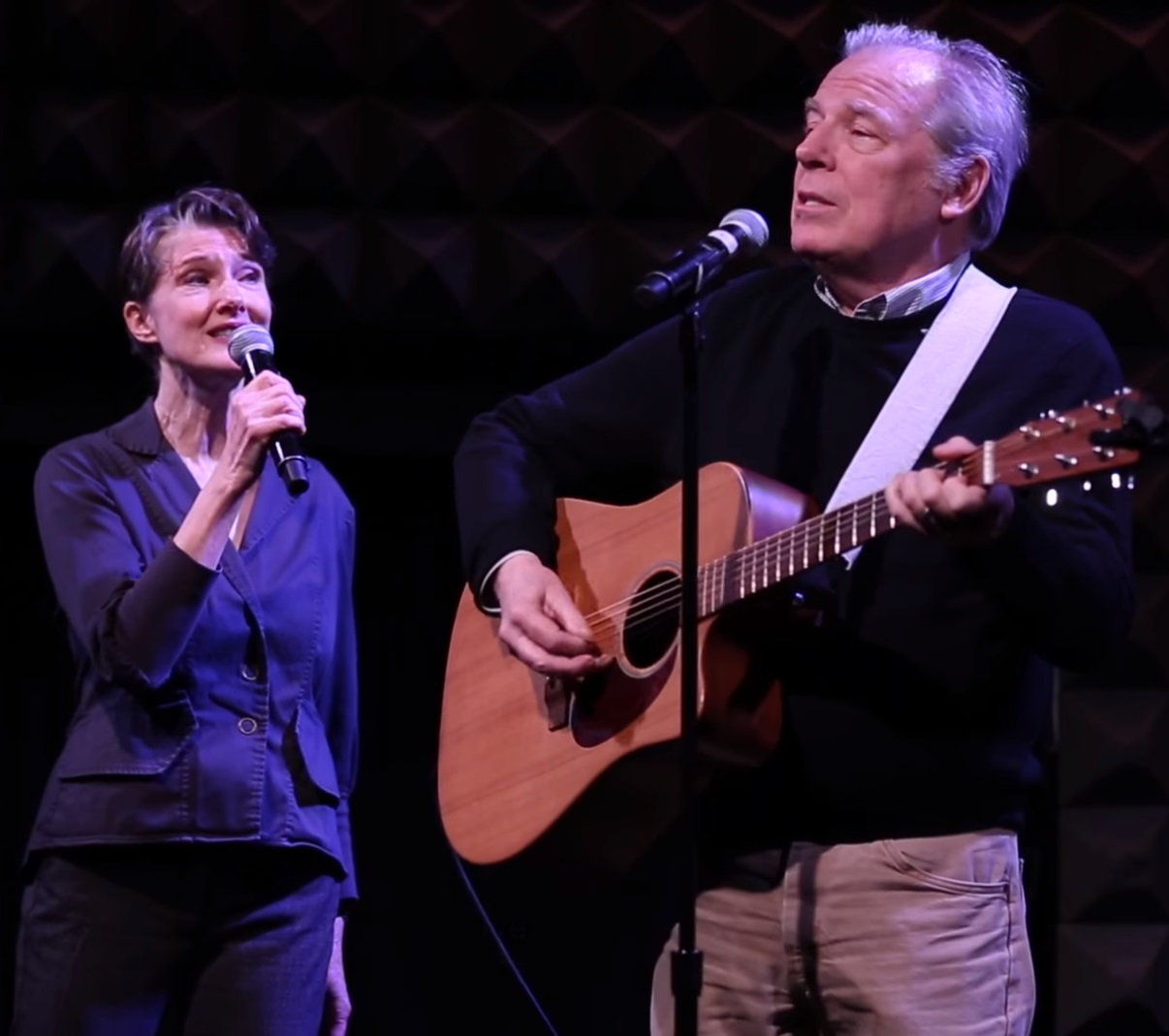
McKean y su esposa Annette O'Toole interpretando la canción «A Kiss at the End of the Rainbow» en 2016.

Estuvo en Broadway en una producción de Hairspray en 2004, y al parecer está escribiendo su propia música con O'Toole. Fue coprotagonista como Hines en una nueva versión de The Pajama Game con Harry Connick, Jr. en el American Airlines Theater en el primer semestre de 2006. También en 2006, McKean se reunió con la mayor parte del elenco de A Mighty Wind para filmar la comedia For Your Consideration y apareció en la obra Love Song en Londres. Sus inquietudes musicales le llevaron a un papel protagonista en la aclamada comedia de 2008 Adventures of Power, en la que se volvió a reunir en la pantalla con su coestrella Jane Lynch (de For Your Consideration) protagonizando junto a Adrian Grenier, Chiu Chi Ling, y Shoshannah Stern. En ella, McKean interpreta a un minero del cobre que organiza una huelga en la comunidad contra los propietarios corruptos de la planta de la ciudad y es el padre de la energía (Ari Gold, un joven músico dedicado, cuyo objetivo es ganar el concurso de aire tambores nacional. Su honra el papel de los líderes y los combatientes del movimiento del 99%. 
El 22 de marzo de 2006, mientras Harry Shearer estaba siendo entrevistado en el Opie and Anthony Radio Show sobre Spinal Tap, declaró lo siguiente: «Bueno, Michael McKean había estado en una banda llamada 'The Left Banke" Habían hecho un hit llamado "Walk Away Renée" y "Pretty Ballerina" fue su seguimiento que era un semi-éxito, y se unió a la banda justo después de que tuvieron sus éxitos».
McKean fue elegido para el episodio piloto de una nueva versión de la serie británica The Thick of It como el jefe de personal. El piloto fue dirigido por el Visitante.
Recientemente, McKean protagonizó en el resurgimiento del 40.º aniversario de la obra de Harold Pinter The Homecoming en Broadway, coprotagonizada por Ian McShane, Raul Esparza, Eve Best y James Frain. El espectáculo se estrenó el 9 de diciembre de 2007. En 2009, McKean protagonizó la producción Superior Donuts de la Steppenwolf Theatre Company en Chicago, por el ganador del premio Pulitzer, el dramaturgo Tracy Letts.
El 20 de enero de 2010, se anunció que Michael McKean regresaría a un episodio de Smallville junto a su esposa en la vida real, Annette O'Toole. 
En mayo de 2010, McKean ganó el torneo Celebrity Jeopardy al derrotar a Jane Curtin y Cheech Marin. Las ganancias fueron donadas a la International Myeloma Foundation en honor Lee Grayson, amigo de McKean quien murió de mieloma en 2004.
En el verano de 2010, McKean fue director de escena en el montaje teatral de Our Town de Thornton Wilder producido por el Barrow Street Playhouse en el Greenwich Village de Nueva York. Su rodaje se terminó el 24 de agosto de 2010.
McKean coprotagonizó en Glory Daze de TBS.
Desde 2015 hasta el 2017 actuó en la serie televisiva del canal AMC Better Call Saul, spin-off de Breaking Bad, en la que interpreta al abogado Chuck McGill, hermano del protagonista, Jimmy McGill, luego conocido como Saul Goodman.

## Filmografía

### Cine
| Año  | Título                          | Personaje                           | Observaciones     |
| ---- | ------------------------------- | ----------------------------------- | ----------------- |
| 1977 | Cracking Up                     | Varios personajes                   |                   |
| 1979 | 1941                            | Willy                               |                   |
| 1980 | Used Cars                       | Eddie Winslow                       |                   |
| 1982 | Young Doctors in Love           | Dr. Simon August                    |                   |
| 1984 | This Is Spinal Tap              | David St. Hubbins                   | También guionista |
| 1985 | D.A.R.Y.L.                      | Andy Richardson                     |                   |
| 1985 | Clue                            | Mr. Green                           |                   |
| 1986 | Jumpin' Jack Flash              | Leslie                              | No acreditado     |
| 1987 | Light of Day                    | Bu Montgomery                       |                   |
| 1987 | Planes, Trains and Automobiles  | State Trooper                       |                   |
| 1988 | Portrait of a White Marriage    | Reverendo Prufrock                  |                   |
| 1988 | Short Circuit 2                 | Fred Ritter                         |                   |
| 1988 | Earth Girls Are Easy            | Woody                               |                   |
| 1989 | Hider in the House              | Phil Dreyer                         |                   |
| 1989 | The Big Picture                 | Emmett Summer                       | También guionista |
| 1990 | Flashback                       | Hal                                 |                   |
| 1990 | Book of Love                    | Jack Twiller adulto                 |                   |
| 1991 | True Identity                   | Harvey Cooper                       |                   |
| 1992 | Memoirs of an Invisible Man     | George Talbot                       |                   |
| 1992 | Man Trouble                     | Eddy Revere                         |                   |
| 1993 | Coneheads                       | Gorman Seedling                     |                   |
| 1994 | Airheads                        | Milo Jackson                        |                   |
| 1994 | Radioland Murders               | Rick Rochester                      |                   |
| 1995 | The Brady Bunch Movie           | Mr. Larry Dittmeyer                 |                   |
| 1995 | Across the Moon                 | Frank                               |                   |
| 1996 | Edie & Pen                      | Rick                                |                   |
| 1996 | The Pompatus of Love            | Estrella de la sitcom               |                   |
| 1996 | Jack                            | Paulie                              |                   |
| 1997 | No Strings Attached             | Elliot Lewis                        |                   |
| 1997 | Casper: A Spirited Beginning    | Bill Case                           | Directa a vídeo   |
| 1997 | Un gato del FBI                 | Peter Randall                       |                   |
| 1997 | Nothing to Lose                 | Phillip "P.B" Barrow                |                   |
| 1997 | Still Breathing                 | New Mark                            |                   |
| 1998 | The Man Who Counted             | Reverendo Hooper                    | Cortometraje      |
| 1998 | Spinal Tap: The Final Tour      | David St. Hubbins                   | Cortometraje      |
| 1998 | The Pass                        | Willie L.                           |                   |
| 1998 | Small Soldiers                  | Insaniac/Troglokhan (voces)         |                   |
| 1998 | Archibald the Rainbow Painter   | J.P. Bigelow                        |                   |
| 1998 | With Friends Like These...      | Dr. Maxwell Hersh                   |                   |
| 1998 | Sugar: The Fall of the West     | Director de la clínica de sexología |                   |
| 1999 | Masters of Horror and Suspense  | Will Masters                        |                   |
| 1999 | Kill the Man                    | Mr. Livingston                      |                   |
| 1999 | True Crime                      | Reverendo Shillerman                |                   |
| 1999 | Teaching Mrs. Tingle            | Director Potter                     |                   |
| 1999 | Mystery, Alaska                 | Mr. Walsh                           |                   |
| 2000 | Best in Show                    | Stefan Vanderhoof                   |                   |
| 2000 | Beautiful                       | Lance DeSalvo                       |                   |
| 2000 | Little Nicky                    | Jefe de policía                     |                   |
| 2001 | My First Mister                 | Bob Benson                          |                   |
| 2001 | Never Again                     | Alex el travestido                  |                   |
| 2001 | Dr. Dolittle 2                  | Pájaro #1 (voz)                     |                   |
| 2002 | Slap Her... She's French        | Monsieur Duke                       |                   |
| 2002 | The Hunchback of Notre Dame II  | Sarousch (voz)                      | Directa vídeo     |
| 2002 | Teddy Bears' Picnic             | Porterfield 'Porty' Pendleton       |                   |
| 2002 | The Guru                        | Dwain                               |                   |
| 2002 | Auto Focus                      | Ejecutivo del vídeo                 |                   |
| 2002 | 100 Mile Rule                   | Howard                              |                   |
| 2003 | A Mighty Wind                   | Jerry Palter                        |                   |
| 2005 | The Producers                   | Prison Trustee                      |                   |
| 2006 | Relative Strangers              | Ken Hyman                           |                   |
| 2006 | For Your Consideration          | Lane Iverson                        |                   |
| 2007 | Joshua                          | Chester Jenkins                     |                   |
| 2007 | The Grand                       | Steve Lavisch                       |                   |
| 2007 | Surf's Up                       | Rock (voz)                          | Escena eliminada  |
| 2008 | Adventures of Power             | Harlan                              |                   |
| 2009 | Whatever Works                  | Amigo de Boris                      |                   |
| 2010 | Pure Country 2: The Gift        | Peter                               |                   |
| 2012 | The Words                       | Nelson Wylie                        |                   |
| 2012 | Batman: The Dark Knight Returns | Dr. Bartholomew Wolper (voz)        | Direct-to-video   |
| 2013 | 10 Rules for Sleeping Around    | Jeffrey Fields                      |                   |
| 2015 | The Meddler                     |                                     |                   |
| 2023 | Playing God                     | Frank                               |                   |

### Televisión
| Año             | Título                                       | Personaje                                               | Observaciones                                                                            |
| --------------- | -------------------------------------------- | ------------------------------------------------------- | ---------------------------------------------------------------------------------------- |
| 1976–1983       | Laverne & Shirley                            | Leonard 'Lenny' Kosnowski                               | 149 episodios                                                                            |
| 1979            | Happy Days                                   | Leonard 'Lenny' Kosnowski                               | Episodio: "Fonzie's Funeral: Part 2"                                                     |
| 1980            | Goodtime Girls                               | Joey                                                    | Episodio: "Internal Injury"                                                              |
| 1985            | George Burns Comedy Week                     | Joey                                                    | Episodio: "The Borrowing"                                                                |
| 1986            | Tall Tales & Legends                         | Mac Macintosh / Mr. Wallace                             | 2 episodios                                                                              |
| 1987            | Double Agent                                 | Jason Starr / Warren Starbinder                         | Telefilm                                                                                 |
| 1990            | Grand                                        | Tom Smithson                                            | 13 episodios                                                                             |
| 1990            | Empty Nest                                   | Dennis                                                  | Episodio: "Mad About the Boy"                                                            |
| 1990            | Murder, She Wrote                            | Ross McKay                                              | Episodio: "The Return of Preston Giles"                                                  |
| 1991            | Morton & Hayes                               | Dr. Mummenschvantz                                      | Episodio: "The Bride of Mummula"                                                         |
| 1991–1996       | Dream On                                     | Gibby Fiske                                             | 25 episodios                                                                             |
| 1992–1994       | Dinosaurs                                    | Varias voces                                            | 12 episodios                                                                             |
| 1992, 1999      | The Simpsons                                 | David St. Hubbins / Arthur Fortune / Jerry Rude (voces) | 2 episodios                                                                              |
| 1993–1994, 1998 | Animaniacs                                   | Varias voces                                            | 3 episodios                                                                              |
| 1993            | Family Album                                 | Mr. Gordon                                              | Episodio: "Winter, Spring, Summer or Fall All You Gotta Do Is Call..."                   |
| 1994            | Getting By                                   | Dirk Clearfield                                         | Episodio: "Sell It Like It Is"                                                           |
| 1994            | Lois & Clark: The New Adventures of Superman | Dr. Fabian Leek                                         | Episodio: "Vatman"                                                                       |
| 1994            | Duckman                                      | Bob Hiney (voz)                                         | Episodio: "A Civil War"                                                                  |
| 1995            | The Nanny                                    | Profesor Noel Babcock, PhD                              | Episodio: "Franny and the Professor"                                                     |
| 1995            | Friends                                      | Mr. Rastatter                                           | Episodio: "The One with the List"                                                        |
| 1996            | Star Trek: Voyager                           | The Clown                                               | Episodio: "The Thaw"                                                                     |
| 1996            | Secret Service Guy                           | Frank McClellan                                         | 7 episodios                                                                              |
| 1996–1999       | Tracey Takes On...                           | Barrington 'Barry' LeTissier                            | 6 episodios                                                                              |
| 1996–1998       | Jungle Cubs                                  | Cecil (voz)                                             | 20 episodios                                                                             |
| 1996            | Caroline in the City                         | Padre Damian                                            | Episodio: "Caroline and the Wedding"                                                     |
| 1996–1998       | Pinky and the Brain                          | Varias voces                                            | 4 episodios                                                                              |
| 1997            | Road Rovers                                  | Dr. Jeffrey Otitus (voz)                                | Episodio: " Reigning Cats and Dogs (a.k.a. Curiosity Killed the Cat)"                    |
| 1997            | Johnny Bravo                                 | King Raymond / Rupert / Rhino (voices)                  | Episodio: "Johnny Bravo/Jungle Boy in 'Mr. Monkeyman'/Johnny Bravo and the Amazon Women" |
| 1997            | The Weird Al Show                            | Minero                                                  | Episodio: "Mining Accident"                                                              |
| 1997–1998       | 101 Dalmatians: The Series                   | Jasper Badun (voz)                                      | 27 episodios                                                                             |
| 1998            | The Closer                                   | Arthur Willhaven                                        | 2 episodios                                                                              |
| 1998            | LateLine                                     | Dick Obermeyer                                          | Episodio: "Pearce's New Buddy"                                                           |
| 1998            | Murphy Brown                                 | Dennis Page                                             | Episodio: "Second Time Around"                                                           |
| 1998            | The Angry Beavers                            | L.G. Algae / Raccoon (voces)                            | Episodio: "Pond Scum"                                                                    |
| 1998            | The New Batman Adventures                    | 50's Joker / Miembro mutante (voces)                    | Episodio: "Legends of the Dark Knight "                                                  |
| 1998            | Mr. Show with Bob and David                  | Profesor Peens                                          | Episodio: "Life Is Precious and God and the Bible"                                       |
| 1998–1999       | Maggie Winters                               | Lewis Stickley                                          | 2 episodios                                                                              |
| 1998–2002       | The X-Files                                  | Morris Fletcher                                         | 4 episodios                                                                              |
| 1998            | Recess                                       | Mr. Bream (voz)                                         | Episodio: "Yes, Mikey, Santa Does Shave"                                                 |
| 1999            | Providence                                   | Sherman Smith                                           | Episodio: "Blind Faith"                                                                  |
| 1999            | Boy Meets World                              | Jedediah Lawrence                                       | Episodio: "State of the Unions"                                                          |
| 2000            | Batman Beyond                                | Ian Peek (voice)                                        | Episodio: "Sneak Peek"                                                                   |
| 2000–2001       | The Huntress                                 | Teniente Praeger / Ralph Thorson (voz)                  | 3 episodios                                                                              |
| 2000–2002       | Family Guy                                   | Varias voces                                            | 2 episodios                                                                              |
| 2000–2001       | Clerks: The Animated Series                  | Varias voces                                            | 2 episodios                                                                              |
| 2000, 2008      | Law & Order                                  | Elias Grace / Bill Nolan                                | 2 episodios                                                                              |
| 2001            | Strip Mall                                   | Psycho-Vivor Host                                       | 2 episodios                                                                              |
| 2001–2002       | Oswald                                       | Maestro Bingo / Louie (voces)                           | 5 episodios                                                                              |
| 2001            | The Lone Gunmen                              | Morris Fletcher                                         | Episodio: "All About Yves"                                                               |
| 2001–2003       | Primetime Glick                              | Adrien Van Voorhees                                     | 30 episodios                                                                             |
| 2002            | Teamo Supremo                                | Mean Thumb / Lo-Fi (voces)                              | 2 episodios                                                                              |
| 2002            | As Told by Ginger                            | Bobby Lightfoot (voz)                                   | Episodio: "Family Therapy"                                                               |
| 2002            | Justice League                               | Sgt. O'Shaughnessey/The Sportsman (voz)                 | 2 episodios                                                                              |
| 2002            | The Zeta Project                             | Dr. Marcus Edmunds (voz)                                | Episodio: "The Hologram Man"                                                             |
| 2002–2005       | Harvey Birdman, Attorney at Law              | Evelyn Spyro Throckmorton (voz)                         | 4 episodios                                                                              |
| 2003            | And Starring Pancho Villa as Himself         | William Christy Cabanne                                 | Telefilm                                                                                 |
| 2003, 2010–2011 | Smallville                                   | Perry White                                             | 3 episodios                                                                              |
| 2005            | Alias                                        | Dr. Atticus Liddell                                     | 2 episodios                                                                              |
| 2005            | Hopeless Pictures                            | Mel Wax (voz)                                           | 9 episodios                                                                              |
| 2005            | Boston Legal                                 | Dwight Biddle                                           | Episodio: "Truly, Madly, Deeply"                                                         |
| 2006            | Catscratch                                   | Groink (voz)                                            | Episodio: "Love Jackal"                                                                  |
| 2006            | Help Me Help You                             | Dr. Howard 'J.' Hubbins                                 | Episodio: "Pink Feud"                                                                    |
| 2006            | The Year Without a Santa Claus               | Snow Miser                                              | Telefilm                                                                                 |
| 2007            | The Grim Adventures of Billy & Mandy         | Kalgoron (voz)                                          | Episodio: "Wrath of the Spider Queen"                                                    |
| 2007, 2011      | Curb Your Enthusiasm                         | Matt Tessler                                            | 2 episodios                                                                              |
| 2008            | The Unit                                     | Dr. Donald Metz                                         | 2 episodios                                                                              |
| 2010            | Glory Daze                                   | Stu                                                     | Episodio: "Why Shant This Be Love?"                                                      |
| 2010            | Sesame Street                                | Vergil Von Vivaldi                                      | Episodio: "Rock, Rock Band"                                                              |
| 2011            | Off the Map                                  | Ed Greenman                                             | Episodio: "Saved by the Great White Hope"                                                |
| 2011            | Castle                                       | Victor Baron                                            | Episodio: "Pretty Dead"                                                                  |
| 2011            | Childrens Hospital                           | Muerte                                                  | Episodio: "Munch by Proxy"                                                               |
| 2011            | Homeland                                     | Juez Jeffrey Turner                                     | Episodio: "Grace"                                                                        |
| 2012–2013       | Happy Endings                                | Big Dave                                                | 2 episodios                                                                              |
| 2012            | Thundercats                                  | Vultaire (voz)                                          | 2 episodios                                                                              |
| 2012            | SpongeBob SquarePants                        | Capitán Frosty Mug (voz)                                | Episodio: "License to Milkshake"                                                         |
| 2012            | Law & Order: Special Victims Unit            | Fred Sandow                                             | Episodio: "Father's Shadow"                                                              |
| 2013            | Family Tree                                  | Keith Chadwick                                          | 4 episodios                                                                              |
| 2013            | American Dad!                                | Emperador Zing (voz)                                    | Episodio: "Lost in Space"                                                                |
| 2014            | The 7D                                       | Tío Humidor (voz)                                       | 2 episodios                                                                              |
| 2015–2022       | Better Call Saul                             | Chuck McGill                                            | 28 episodios                                                                             |
| 2015            | Comedy Bang! Bang!                           | Zeus                                                    | Episodio: "Stephen Merchant Wears a Checkered Shirt and Rolled Up Jeans"                 |
| 2015            | Drunk History                                | Carl Laemmle                                            | Episodio: "Inventors"                                                                    |
| 2019            | Good Omens                                   | St. Shadwell                                            | Miniserie: 6 capítulos                                                                   |

## Premios y distinciones
Óscar
| Año  | Categoría              | Canción                            | Película           | Resultado |
| ---- | ---------------------- | ---------------------------------- | ------------------ | --------- |
| 2004 | Mejor canción original | «A Kiss at the End of the Rainbow» | Un poderoso viento | Nominado  |